# Campeonato Europeu de Patinação Artística no Gelo de 1899
O Campeonato Europeu de Patinação Artística no Gelo de 1899 foi a sétima edição do Campeonato Europeu de Patinação Artística no Gelo, um evento anual de patinação artística no gelo organizado pela União Internacional de Patinação (em inglês:  International Skating Union) onde os patinadores artísticos competem pelo título de campeão europeu. A competição foi disputada entre os dias 14 de janeiro e 15 de janeiro, na cidade de Davos, Suíça.

## Eventos
- Individual masculino

## Medalhistas
| Evento                        | Ouro                    | Prata                  | Bronze                  |
| Individual masculino detalhes | Ulrich Salchow · Suécia | Gustav Hügel · Áustria | Ernst Fellner · Áustria |

## Resultados

### Individual masculino
| Pos.              | Nome           | Nacionalidade |
| ----------------- | -------------- | ------------- |
| Medalha de ouro   | Ulrich Salchow | Suécia        |
| Medalha de prata  | Gustav Hügel   | Áustria       |
| Medalha de bronze | Ernst Fellner  | Áustria       |
| 4                 | Martin Gordan  | Alemanha      |

## Quadro de medalhas
| Ordem | País    | Medalha de ouro | Medalha de prata | Medalha de bronze |   | Ordem por total |
| ----- | ------- | --------------- | ---------------- | ----------------- | - | --------------- |
| 1     | Suécia  | 1               |                  |                   | 1 | 2               |
| 2     | Áustria |                 | 1                | 1                 | 2 | 1               |
| TOTAL | TOTAL   | 1               | 1                | 1                 | 3 | —               |